# Sous-Parsat
Sous-Parsat település Franciaországban, Creuse megyében. Lakosainak száma 114 fő (2022. január 1.). Sous-Parsat Ahun, Le Donzeil, Lépinas és Saint-Yrieix-les-Bois községekkel határos.

## Népesség
A település népessége az elmúlt években az alábbi módon változott:
| Lakosok száma | 203  | 181  | 155  | 149  | 132  | 120  | 115  | 114  | 114  | 114  |
|               | 1968 | 1982 | 1990 | 2006 | 2013 | 2015 | 2017 | 2019 | 2020 | 2022 |